# Jarl (drengenavn)
 For alternative betydninger, se Jarl. (Se også artikler, som begynder med Jarl)
Jarl er et drengenavn med oprindelse i det nordlige Englands Earl (på dansk Jarl), og har derefter spredt sig med den kristne religion. Navnet er mest benyttet i Norge.

## Personer med fornavnet Jarl
- Jarl Friis-Mikkelsen, dansk skuespiller.
- Jarl André Storbæk, norsk fodboldspiller.
- Jarl Cordua, dansk radiovært.
- Jarl Forsman, dansk skuespiller..
- Jarl Kulle, tidl. svensk skuespiller.
- Jarl Bruu, tidl. norsk bokser.

## Personer med efternavnet Jarl
- Axel Jarl, dansk godsejer og kunstmaler.
- C.F. Jarl, dansk ingeniør og erhvervsmand.
- Viggo Jarl, dansk billedhugger.